# Pipunculus xanthopodus
Pipunculus xanthopodus är en tvåvingeart som först beskrevs av Samuel Wendell Williston  1892.  Pipunculus xanthopodus ingår i släktet Pipunculus och familjen ögonflugor. Inga underarter finns listade i Catalogue of Life.